# Tenasserim-Langur
Der Tenasserim-Langur (Trachypithecus barbei) ist eine kaum bekannte Primatenart aus der Gruppe der Schlankaffen (Presbytini). Diese Primaten leben in Südostasien in der namensgebenden Region Tenasserim (heute Tanintharyi) in Myanmar und in den angrenzenden Regionen Thailands. Die genauen Grenzen des Verbreitungsgebietes sind nicht bekannt.

## Merkmale
Tenasserim-Languren wurden niemals vermessen, insofern sind Gesamtlänge, Kopf-Rumpf-Länge, Schwanzlänge und Gewicht nicht bekannt. Das Fell der Tenasserim-Languren ist am Rücken schwarzgrau und am Bauch etwas heller gefärbt. Auch die Gliedmaßen sind ähnlich dunkel wie der Körper. Der Schwanz ist dunkelgrau, etwas heller als der Körper. Die Schwanzwurzel und der Bereich um die Sitzbeinhöcker sind weißlich. Es gibt jedoch auch eine silbergrau gefärbte Morphe, die ursprünglich unter der Bezeichnung Semnopithecus holotephreus als eigenständige Art beschrieben wurde. Das Gesicht der Tenasserim-Languren ist dunkelgrau mit einem leichten Violettstich, rund um die Augen befinden sich weiße Kreise ähnlich wie beim Südlichen Brillenlangur. Rund um den Mund ist die Haut pigmentlos und weißlich. Der Kopf weist den für die Haubenlanguren typischen Haarschopf auf. Im Unterschied zum Südlichen Brillenlanguren (Trachypithecus obscurus), dessen Verbreitungsgebiet sich südlich des Verbreitungsgebietes des Tenasserim-Languren anschließt, sind die Beine des letzteren nicht deutlich heller als der Rumpf und im Unterschied zum weiter nördlich lebenden Phayre-Brillenlangur (T. phayrei) zeigt das Fell des Tenasserim-Languren keine bräunlichen oder gelblichen Farbtöne und der Bauch ist nicht deutlich heller als Rücken und Körperseiten. Beim weiter östlich vorkommenden Indochina-Brillenlangur (T. crepusculus) sind die Augenringe nicht weiß, sondern grau. Außerdem ist der Tenasserim-Langur deutlich dunkler als der Phayre-Brillenlangur und der Indochina-Brillenlangur.

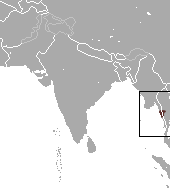
Das Verbreitungsgebiet des Tenasserim-Languren

## Lebensraum und Lebensweise
Tenasserim-Languren leben in Höhen von 100 bis 1000 Metern über dem Meeresspiegel in feuchten, immergrünen Wäldern mit Flügelfruchtgewächsen als dominierende Baumarten. Über die Lebensweise ist so gut wie nichts bekannt. Vermutlich sind sie wie die anderen Haubenlanguren tagaktive Baumbewohner, die in Gruppen zusammenleben und sich von Blättern und anderen Pflanzenteilen ernähren. Tenasserim-Languren leben sympatrisch mit dem Germain-Langur (Trachypithecus germaini).

## Systematik
Der Tenasserim-Langur wurde 1847 durch den englischen Zoologen Edward Blyth unter der Bezeichnung Presbytis barbei erstmals wissenschaftlich beschrieben. Blyth untersuchte für die Erstbeschreibung ein ausgewachsenes männliches und ein weibliches Tier, die der Royal Asiatic Society of Bengal, deren Kurator Blyth war, von einem Reverend J. Barbe zur Verfügung gestellt worden war, und benannte die neue Art nach diesem. Heute wird der Tenasserim-Langur in die Gattung der Haubenlanguren (Trachypithecus) gestellt, die 1862 durch den deutschen Biologen Ludwig Reichenbach eingeführt wurde. Innerhalb der Gattung gehört der Tenasserim-Langur zur obscurus-Gruppe, die nach dem Südlichen Brillenlangur (T. obscurus) benannt wurde.
Ob es sich beim Tenasserim-Langur überhaupt um eine gültige Art handelt war einige Zeit umstritten. Der indische Zoologe V. C. Agrawal synonymisierte den Tenasserim-Langur 1974 mit dem Phayre-Brillenlangur (Trachypithecus phayrei). Die Primatologen Geissmann, Groves und Roos konnten 2004 anhand von DNA-Vergleichen jedoch nachweisen, dass sich der Tenasserim-Langur deutlich von anderen Haubenlanguren unterscheiden lässt und somit eine gültige Art darstellt.

## Gefährdung
Die IUCN schätzt den Bestand des Tenasserim-Langurs als gefährdet ein. Das Verbreitungsgebiet ist nur 6000 bis 7000 km² groß und die Anzahl erwachsener, fortpflanzungsfähiger Individuen nimmt ständig ab. Hauptgründe sind die Jagd und die Verschlechterung des Lebensraums aufgrund menschlicher Aktivitäten. Tenasserim-Languren kommen auch in einigen Schutzgebieten vor, im Myanmar im Naturreservat Tanintharyi und in Thailand in den Nationalparks Sai Yok und Thong Pha Phum.